# Aranyláncok
Az Aranyláncok (Chains of Gold) Rod Holcomb 1991-ben bemutatott krimije. A forgatókönyvet írta Anson Downes, Linda Favila, John Petz és John Travolta , aki a főszereplőt is alakítja. A film Scott Barnes (John Travolta) nyomozó harcát mutatja be a kábítószer maffiával, de az igazi harc csak akkor kezdődik el mikor Scott legjobb barátját Tommyt is (Joey Lawrence) elrabólják. A tévéfilmet az Orion Pictures megbízásából készült.

## Szereplők
| Szereplő       | Színész          | Magyar hang     |
| -------------- | ---------------- | --------------- |
| Scott Barnes   | John Travolta    | Selmeczi Roland |
| Tommy Burke    | Joey Lawrence    | Hamvas Dániel   |
| Jackie         | Marilu Henner    | Csere Ágnes     |
| Sergeant Palco | Bernie Casey     | Csuja Imre      |
| Carlos         | Benjamin Bratt   | Fazekas István  |
| James          | Ramón Franco     | Háda János      |
| Martha Burke   | Conchata Ferrell | Cigány Judit    |
| Rachel Burke   | Tammy Lauren     | Zsigmond Tamara |
| Ortega hadnagy | Hector Elizondo  | Uri István      |

## Külső hivatkozások
- Az Aranyláncok a filmkatalóguson
- Az Aranyláncok a PORT.hu-n (magyarul)
- Az Aranyláncok az Internet Movie Database oldalon (angolul)